# Махер, Ахмед
Ахмед Махер Эль Сеид (14 сентября 1935 — 27 сентября 2010) — египетский дипломат, министр иностранных дел Египта (2001—2004).

## Биография
Родился в известной египетской семье. Его дед, Ахмед Махер Паша был в 1944/1945 г. около четырёх месяцев премьер-министром, а его брат Али Махер — дипломатом.
В 1957 г. после окончания юридического факультета Каирского университета начал свою карьеру на дипломатической службе в качестве атташе. Работал в посольствах в Швейцарии (февраль 1959 — август 1963), Португалии (1963—1967), Заире (май 1967 — май 1971), Франции (август 1974 — сентябрь 1977).
В 1971—1974 гг. — советник по национальной безопасности президента Анвара Садата,
Активный участник разработки и принятия Кэмп-Дэвидских соглашений.
В 1978—1980 гг. — руководитель секретариата министра иностранных дел Мустафы Халиля.
5 сентября 1980 — 8 ноября 1982 — посол Египта в Португалии. 8 ноября 1982 — 9 декабря 1984 — посол Египта в Бельгии.
До октября 1988 — директор договорно-правового департамента МИД Египта. Участник переговоров по передачи г. Таба от Израиля Египту.
1 октября 1988 — 19 июня 1992 — посол Египта в СССР и РФ.
В июле 1992 — сентябре 1999 гг. — посол Египта в США. Затем работал послом в Бельгии и представителем страны при Европейском союзе.
Ушёл в отставку в 1999 году. В 2000 году был директором специального Арабского фонда Лиги арабских государств по оказанию помощи африканским странам (SAAFA).
В 2001—2004 гг. — министр иностранных дел Египта. Во время визита в Израиль в 2003 году подвергся нападению на Храмовой горе, когда палестинцы с криками «Предатель!» забросали его ботинками.
В последние годы выполнял дипломатические поручения президента Египта Хосни Мубарака. С 2010 года член верхней палаты парламента.